# Intenzita dopravy
Intenzita dopravy (nesprávně hustota dopravy či hustota vozidel) je množství dopravních prostředků, které projedou určitým úsekem za danou jednotku času. V rámci celostátního sčítání dopravy se zjišťuje počet vozidel, která projedou daným kontrolním bodem za hodinu, z čehož se následně vypočítává celodenní průměr. Nejzatíženější komunikací v České republice je Barrandovský most v Praze, po kterém za průměrný pracovní den přejede více než 140 tisíc vozidel (stav k roku 2022).
V České republice udává intenzity dopravy Ředitelství silnic a dálnic (ŘSD) v roční průměrné denní intenzitě (RPDI), zatímco například pražská Technická správa komunikací v hodnotách za průměrný pracovní den. Mezi oběma jednotkami existuje přepočet.